# ВПФ (взрыватель)
ВПФ (от Взрыватель полевых фугасов) — советский универсальный взрыватель комбинированного типа для использования в противопехотных осколочных и в противотранспортных (противопоездных) минах. Может использоваться для срабатывания в режиме натяжного и наклонного действия. Механизм дистанционного взведения не предусмотрен.

## Тактико-технические характеристики
Тип — механический, без предохранения по времени
Масса неснаряженного, грамм — 25
Диаметр корпуса, мм — 12
Длина, мм:
неснаряженного — 80
с запалом МД-2 — 132
с запалом МД-5М — 126
Угол наклона для срабатывания, град — 10-30°